# آدنور
آدنور (به انگلیسی: Adnur) یک بخش در هند است که در کارناتاکا واقع شده‌است. آدنور ۱٬۵۲۱ نفر جمعیت دارد.